# Haguigat Rzayeva
Pour les articles homonymes, voir Rzayeva.
 (janvier 2021).
La mise en forme du texte ne suit pas les recommandations de Wikipédia : il faut le « wikifier ».
Les points d'amélioration suivants sont les cas les plus fréquents. Le détail des points à revoir est peut-être précisé sur la page de discussion.
- Les titres sont pré-formatés par le logiciel. Ils ne sont ni en capitales, ni en gras.
- Le texte ne doit pas être écrit en capitales (les noms de famille non plus), ni en gras, ni en italique, ni en « petit »…
- Le gras n'est utilisé que pour surligner le titre de l'article dans l'introduction, une seule fois.
- L'italique est rarement utilisé : mots en langue étrangère, titres d'œuvres, noms de bateaux, etc.
- Les citations ne sont pas en italique mais en corps de texte normal. Elles sont entourées par des guillemets français : « et ».
- Les listes à puces sont à éviter, des paragraphes rédigés étant largement préférés. Les tableaux sont à réserver à la présentation de données structurées (résultats, etc.).
- Les appels de note de bas de page (petits chiffres en exposant, introduits par l'outil «  Source ») sont à placer entre la fin de phrase et le point final[comme ça].
- Les liens internes (vers d'autres articles de Wikipédia) sont à choisir avec parcimonie. Créez des liens vers des articles approfondissant le sujet. Les termes génériques sans rapport avec le sujet sont à éviter, ainsi que les répétitions de liens vers un même terme.
- Les liens externes sont à placer uniquement dans une section « Liens externes », à la fin de l'article. Ces liens sont à choisir avec parcimonie suivant les règles définies. Si un lien sert de source à l'article, son insertion dans le texte est à faire par les notes de bas de page.
- La présentation des références doit suivre les conventions bibliographiques. Il est recommandé d'utiliser les modèles {{Ouvrage}}, {{Chapitre}}, {{Article}}, {{Lien web}} et/ou {{Bibliographie}}. Le mode d'édition visuel peut mettre en forme automatiquement les références.
- Insérer une infobox (cadre d'informations à droite) n'est pas obligatoire pour parachever la mise en page.

Pour une aide détaillée, merci de consulter Aide:Wikification.
Si vous pensez que ces points ont été résolus, vous pouvez retirer ce bandeau et améliorer la mise en forme d'un autre article.
 (janvier 2021).
Haguigat Rzayeva (en azéri : Həqiqət Əli qızı Rzayeva), née le 20 mai 1907 et morte le 2 août 1969 à Bakou. C'est une artiste, chanteuse soprano et actrice azerbaïdjanaise.
Elle a joué un rôle dans la promotion de la musique classique et traditionnelle en Azerbaïdjan entre 1930 et 1960.
Elle épouse Huseyn Rzayev, régisseur de l'Opéra-Ballet. Le couple aura trois enfants dont deux seront musiciens. 

## Biographie

### Enfance et formation
Haguigat Rzayeva naît le 20 mai 1907 dans un village proche de Lankaran faisant alors partie de l'Empire russe. En 1917, elle commence ses études à l’école de Maryam Bayramalibekova.
Après l'intégration de l’Azerbaïdjan à l'URSS, elle s'installe à Bakou pour ses études. Elle participe à des productions théâtrales amateures, ce qui l'amène à s'intéresser à l'opéra et au théâtre professionnel.

### Carrière de chanteuse et d'actrice
En 1927, à la suite d'une audition, elle rejoint le Opéra-Ballet d'Azerbaïdjan. Parallèlement, elle entre au Conservatoire d’État d'Azerbaïdjan, où elle étudie le mugham et l’opéra.
À partir de 1943, elle est une artiste du peuple de la République d’Azerbaïdjan. Parmi ses rôles les plus célèbres figurent Leyli dans Leyli et Medjnoun, Senem dans Pas celle-là, donc celle-ci de U. Hadjibeyov, Telli dans Arshin Mal Alan de U. Hajibeyov, Asli dans Asli et Kerem de U. Hadjibeyov, Shah-Senem dans Ashik Garib de Zulfugar Hadjibeyov et Arab Zengi dans Shah Ismail de M. Magomayev.
Après 1952, elle participe à des concerts et au tournage du film La Belle-mère.

## Postérité

### Hommage
Une rue de Bakou porte son nom en hommage à ses contributions à la culture azerbaïdjanaise.

### Contributions et héritage
Haguigat Rzayeva a joué un rôle important dans l'émergence de l'opéra en Azerbaïdjan. Elle a travaillé avec de nombreux compositeurs azeri de renom ( Uzeyir Hadjibeyli   ou Muslim Magomayev). Elle a contribué à l'adaptation et à la popularisation de la musique traditionnelle azeri dans des formes plus classiques[réf. nécessaire].
Alle a été une pionnière dans le domaine de la musique et des arts en Azerbaïdjan. C'est un modele pour de nombreuses autres femmes artistes. Elle a laissé plusieurs  enregistrements.[réf. nécessaire].

## Récompenses
- Ordre « Badge d’honneur » : 17 avril 1938
- Titre honorifique « Artiste émérite de la RSS d'Azerbaïdjan » : 23 avril 1940
- Titre honorifique « Artiste du peuple de la RSS d'Azerbaïdjan » : 17 juin 1943[4]